# John Martin
John Martin (Haydon Bridge, perto de Hexham, 19 de julho de 1789 – Douglas, 17 de fevereiro de 1854) foi um pintor, gravador e ilustrador romântico inglês. Ele foi célebre por suas pinturas tipicamente vastas e melodramáticas de temas religiosos e composições fantásticas, povoadas com figuras minúsculas colocadas em paisagens imponentes. As pinturas de Martin e as gravuras feitas a partir delas tiveram grande sucesso com o público em geral - em 1821 Thomas Lawrence se referiu a ele como "o pintor mais popular de sua época" - mas suas obras foram criticadas por John Ruskin e outros críticos.

## Juventude
Martin nasceu em julho de 1789, em uma cabana de um cômodo, em Haydon Bridge, perto de Hexham em Northumberland, o quarto filho de Fenwick Martin, um ex- mestre de esgrima. Ele foi aprendiz de seu pai em um cocheiro em Newcastle upon Tyne para aprender pintura heráldica, mas devido a uma disputa sobre os salários os contratos foram cancelados, e ele foi colocado sob Boniface Musso, um artista italiano, pai do pintor de esmalte Charles Muss.
Com seu mestre, Martin mudou-se de Newcastle para Londres em 1806, onde se casou com a idade de dezenove anos e se sustentava dando aulas de desenho e pintura em aquarela, porcelana e vidro - seu único prato pintado sobrevivente agora está em uma coleção particular na Inglaterra. Seu lazer era ocupado no estudo da perspectiva e da arquitetura.
Seus irmãos eram William, o mais velho, um inventor; Richard, um curtidor que se tornou um soldado nos Northumberland Fencibles em 1798, chegando ao posto de Sargento Intendente da Guarda Granadeiro e lutou na Guerra Peninsular e em Waterloo; e Jonathan, um pregador atormentado pela loucura que ateou fogo à Catedral de York em 1829, pelo qual foi julgado.

## Começo como artista
Martin começou a complementar sua renda pintando aquarelas. Ele enviou sua primeira pintura a óleo para a Royal Academy em 1810, mas não foi pendurada. Em 1811, ele enviou a pintura mais uma vez, quando foi pendurada com o título Uma Composição da Paisagem como item nº 46 na Grande Sala. Posteriormente, ele produziu uma sucessão de grandes pinturas a óleo exibidas: algumas paisagens, mas mais geralmente grandes temas bíblicos inspirados no Antigo Testamento. Suas paisagens têm a aspereza dos penhascos de Northumberland, enquanto alguns autores afirmam que suas telas apocalípticas, como A Destruição de Sodoma e Gomorra, mostram sua familiaridade com as forjas e ferragens do Vale Tynee exibir seu conhecimento íntimo do Antigo Testamento
Nos anos da Regência, de 1812 em diante, havia uma moda para essas pinturas "sublimes". A primeira oportunidade de Martin veio no final de uma temporada na Royal Academy, onde sua primeira grande tela sublime Sadak em busca das águas do esquecimento havia sido pendurada - e ignorada. Ele o trouxe para casa, apenas para encontrar um cartão de visita de William Manning, que queria comprá-lo dele. O patrocínio impulsionou a carreira de Martin.

Essa carreira promissora foi interrompida pelas mortes de seu pai, mãe, avó e filho pequeno em um único ano. Outra distração era William, que frequentemente lhe pedia para traçar planos para suas invenções, e a quem sempre concedeu ajuda e dinheiro. Mas, fortemente influenciado pelas obras de John Milton, ele continuou com seus grandes temas, apesar dos contratempos. Em 1816, Martin finalmente obteve aclamação pública com Joshua Commanding the Sun to Stand Still on Gibeon, embora tenha quebrado muitas das regras convencionais de composição. Em 1818, após a venda da Queda da Babilônia por £ 420 (equivalente a £ 30 000 em 2015), ele finalmente se livrou das dívidas e comprou uma casa em Marylebone, onde teve contato com artistas, escritores, cientistas e a nobreza Whig.

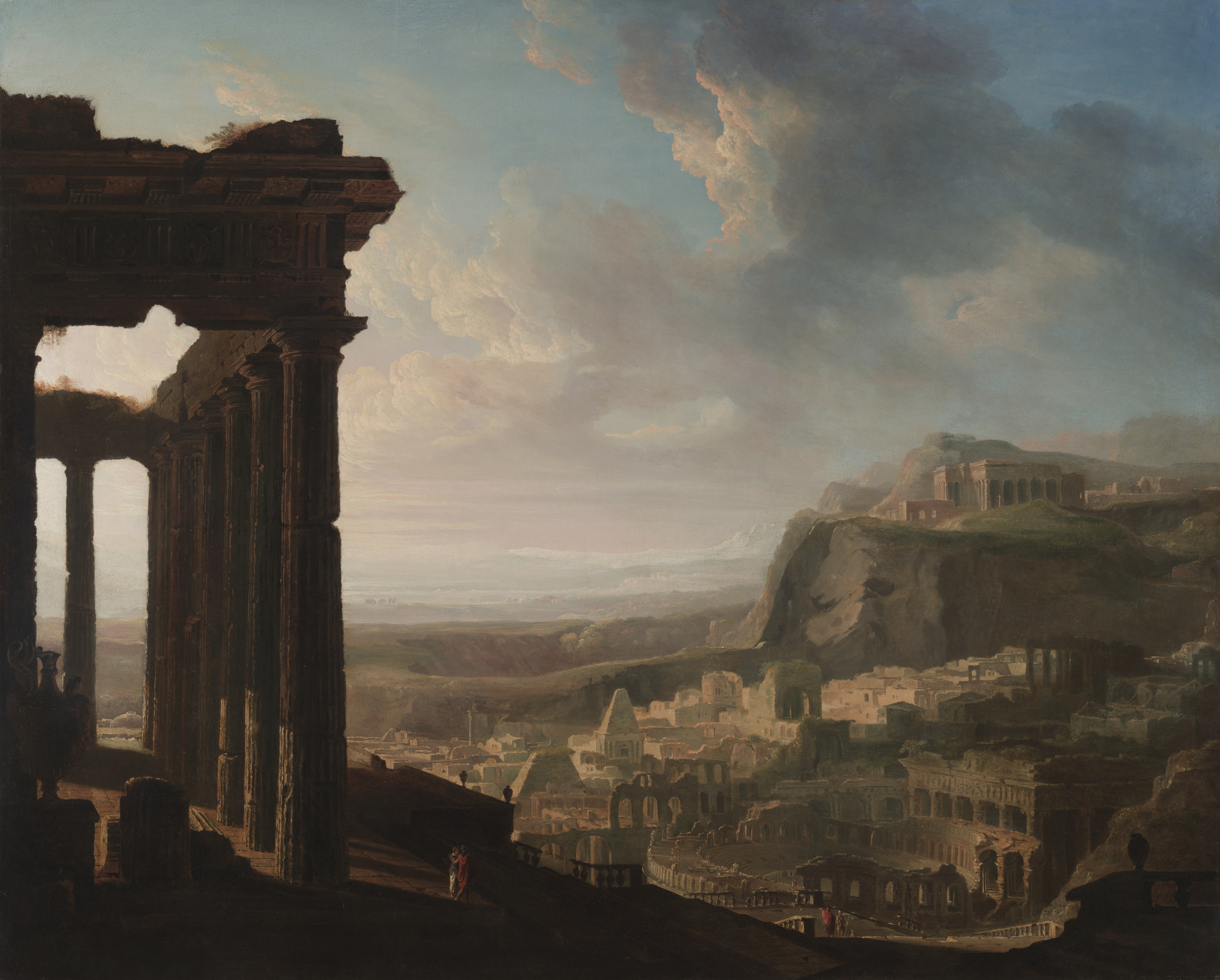
Ruins of an Ancient City (1810) Óleo sobre papel, montado sobre tela, 95,6 x 118,6 cm. Museu de Arte de Cleveland, Ohio
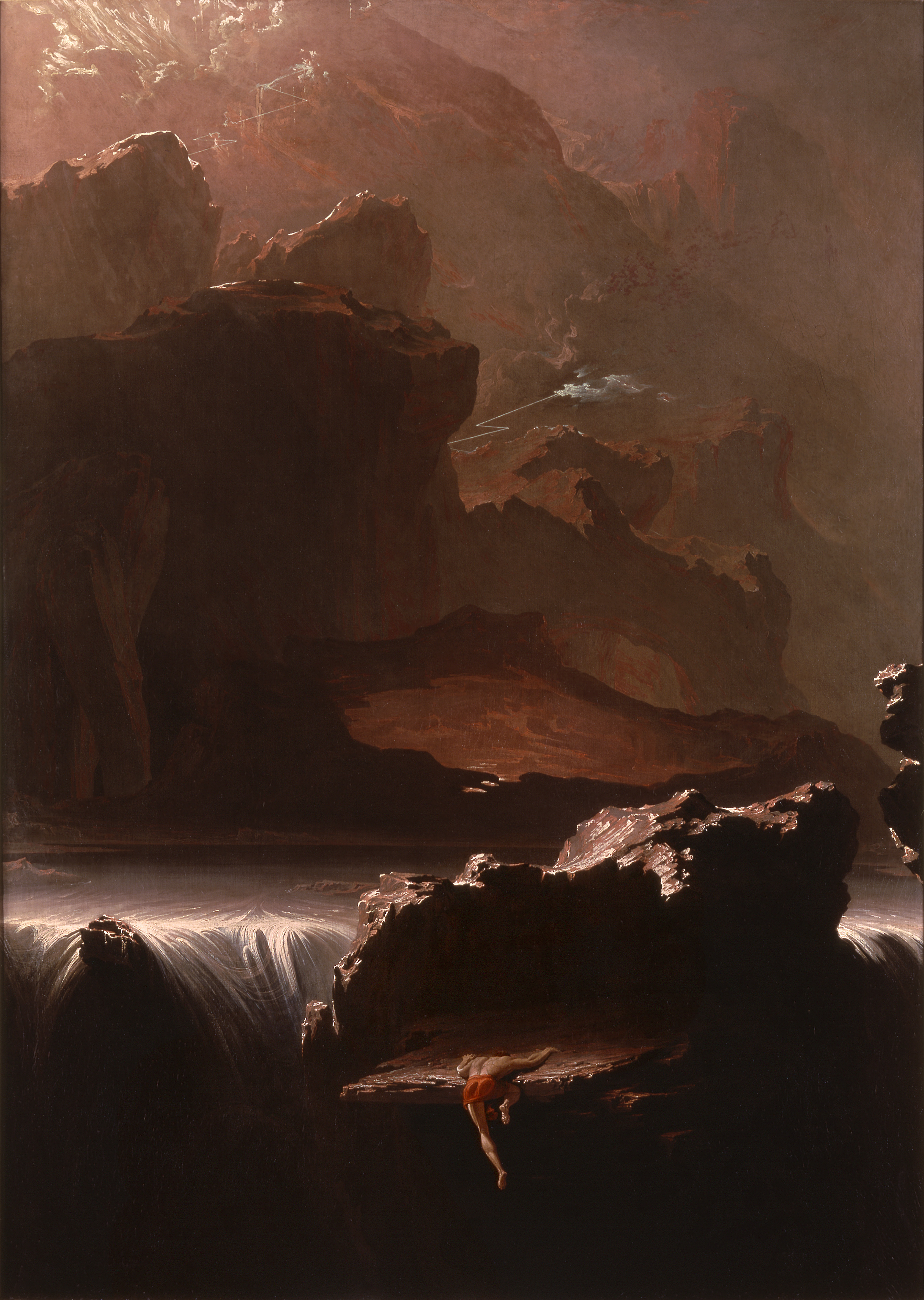
Sadak em busca das águas do esquecimento (1812) óleo sobre tela, 76,2 × 63,5 cm., Museu de Arte de Saint Louis, Missouri
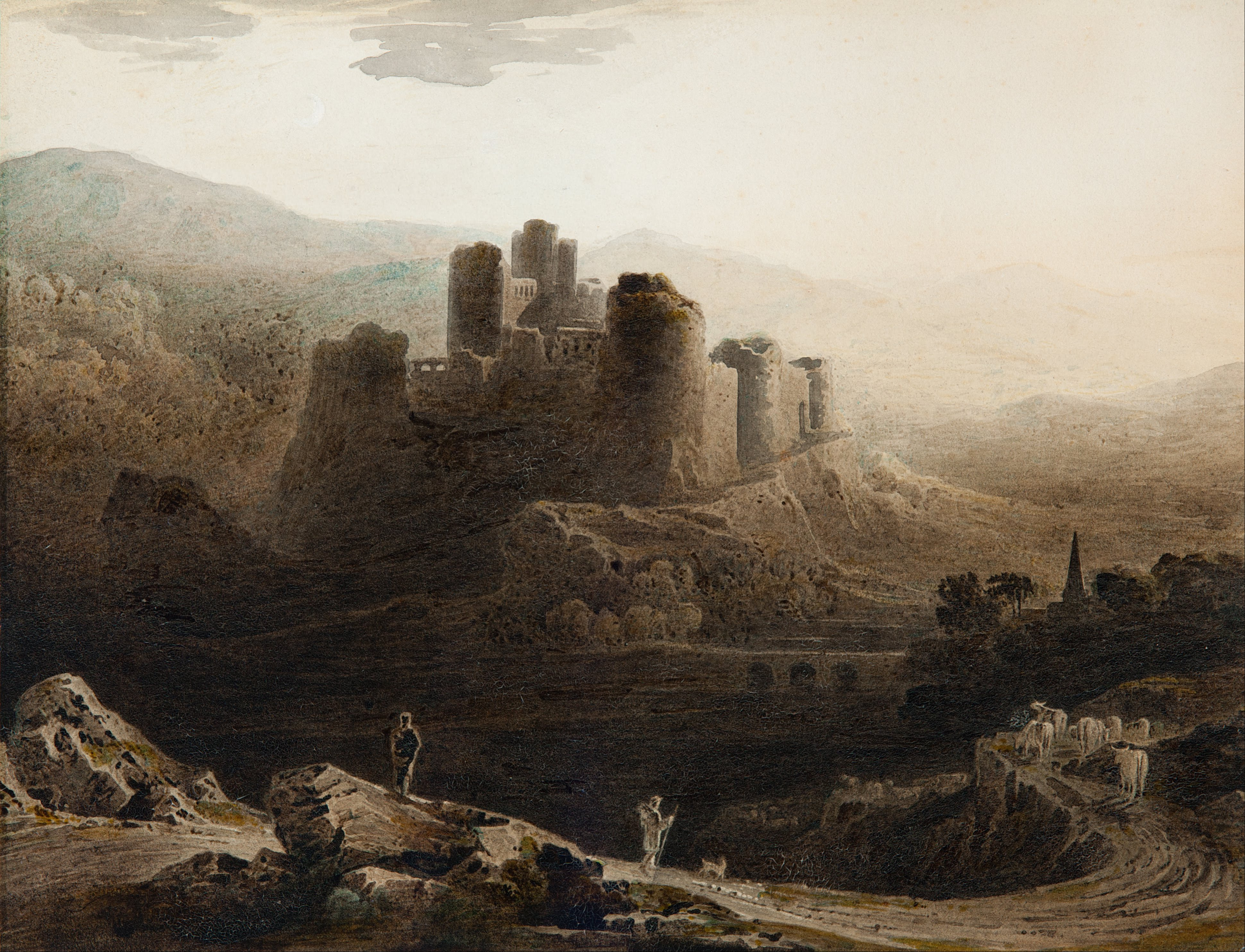
Moonlight, Chepstow Castle (1815) aquarela com goma arábica, Art Gallery of South Australia, Adelaide
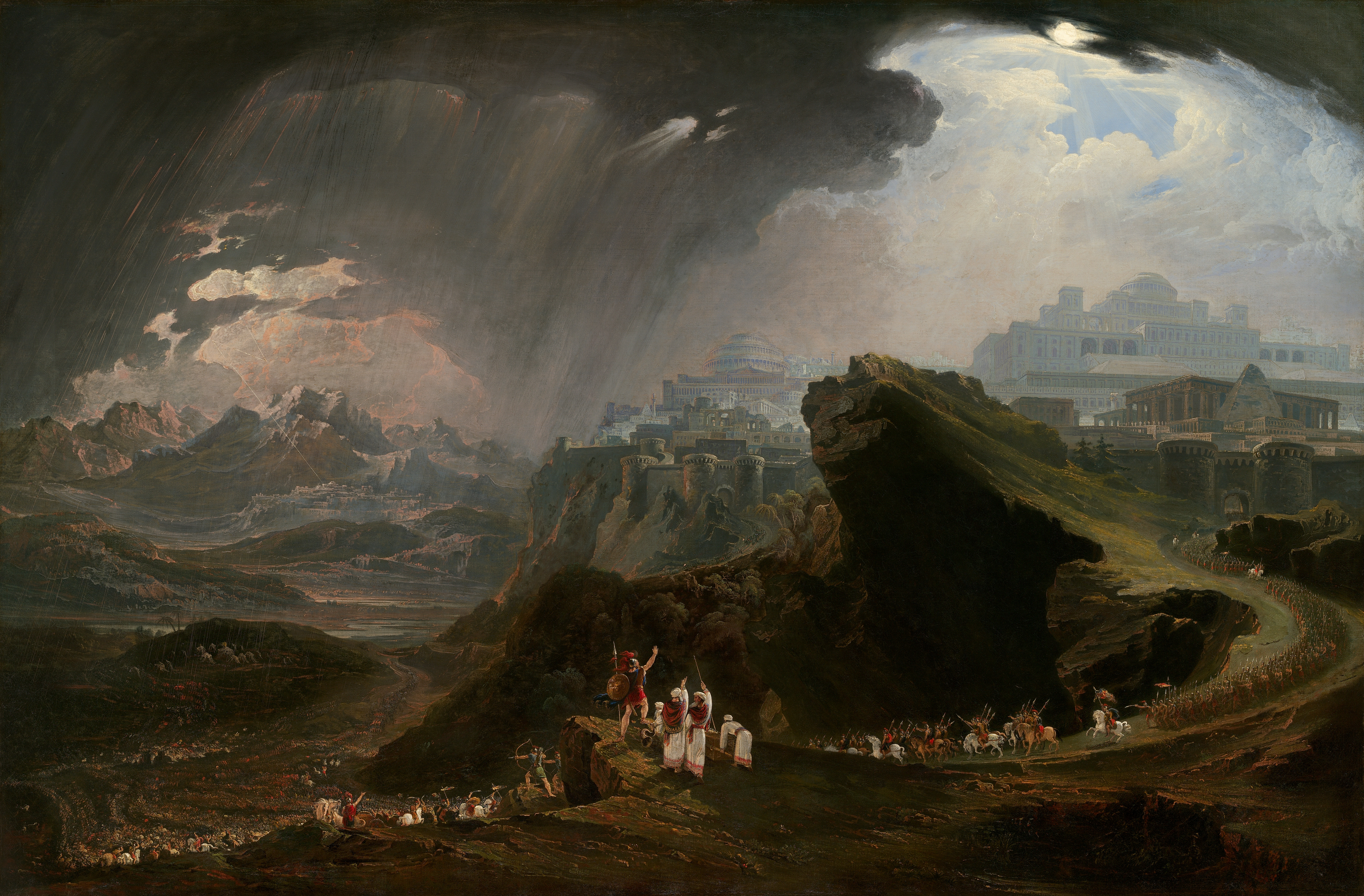
Joshua Commanding the Sun to Stand Still upon Gibeon (1816) óleo sobre tela, 150 x 231 cm., National Gallery of Art, Washington, D.C.
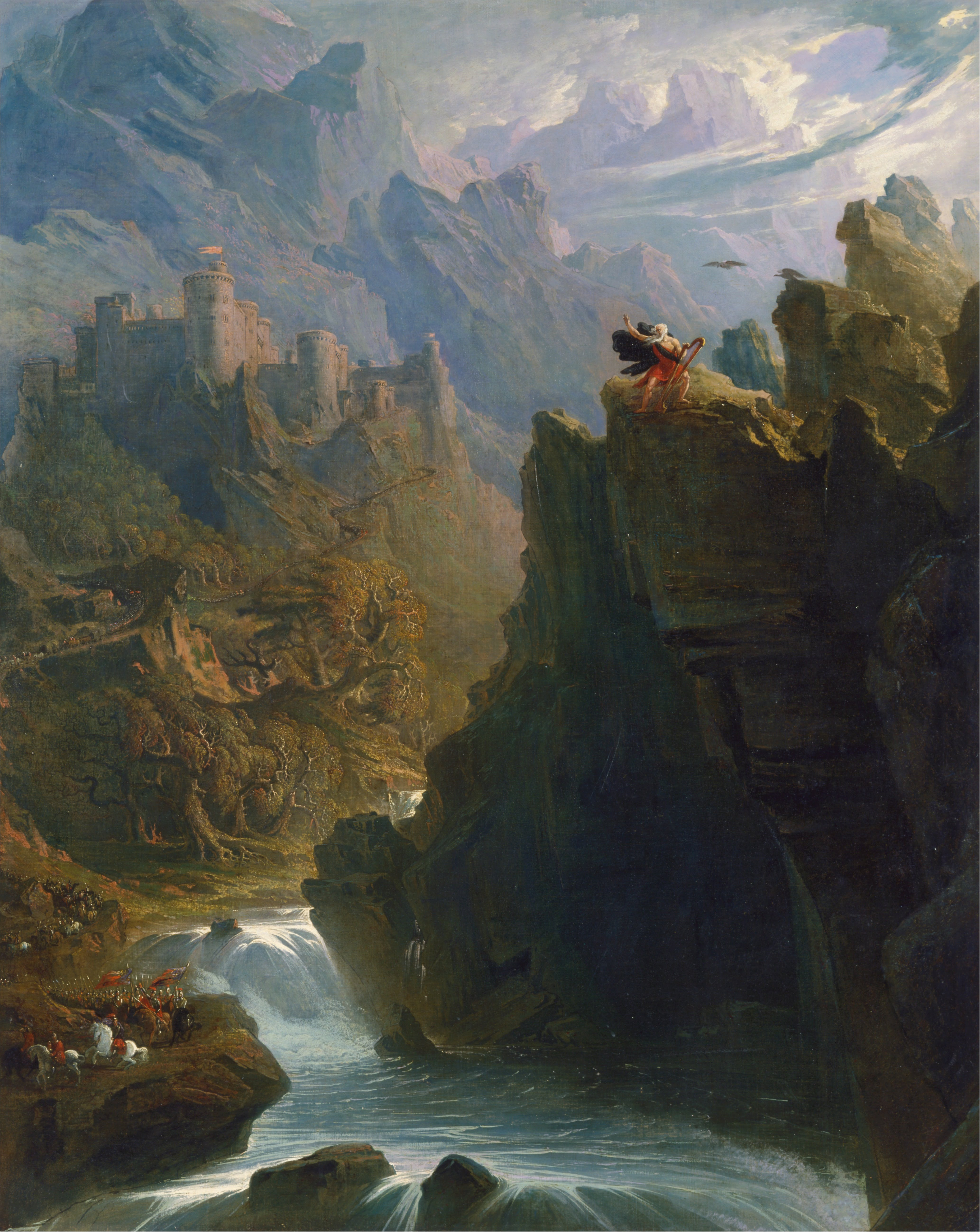
The Bard (c. 1817) óleo sobre tela, 127 x 101,6 cm., Yale Center for British Art, New Haven, Connecticut

## Pintor de renome

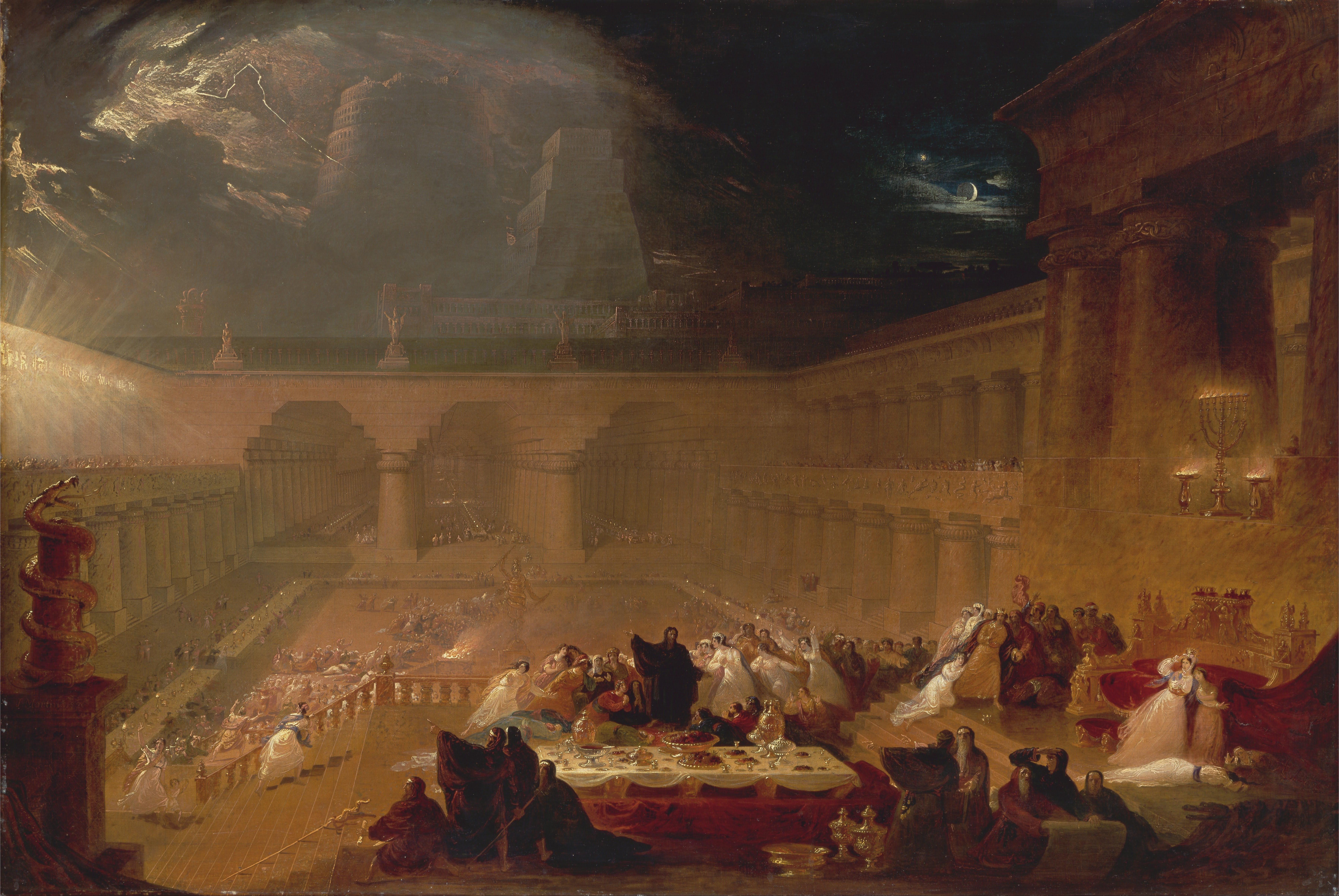
Belshazzar's Feast (1820) óleo sobre tela, 90,2 x 130,2 cm, Yale Center for British Art, New Haven

O triunfo de Martin foi Belshazzar's Feast, da qual ele se gabou de antemão, "fará mais barulho do que qualquer imagem antes ... só não diga a ninguém que eu disse isso". Cinco mil pessoas pagaram para ver. Mais tarde, o quadro foi quase arruinado quando o vagão em que estava sendo transportado foi atingido por um trem em uma passagem de nível perto de Oswestry.
Em particular, Martin era apaixonado, um devoto do xadrez - e, em comum com seus irmãos, da esgrima e do lançamento de dardo - e um cristão devoto, que acreditava na "religião natural ". Apesar de um exemplo frequentemente citado de seu assobio no hino nacional, ele foi cortejado pela realeza e agraciado com várias medalhas de ouro, uma delas do czar russo Nicolau, em quem uma visita à mina de carvão Wallsend em Tyneside causou uma impressão inesquecível: "Meu Deus", gritou ele, "é como a boca do inferno." Martin tornou-se o pintor histórico oficial do príncipe Leopoldo de Saxe-Coburgo, mais tarde o primeiro rei da Bélgica. Leopold era o padrinho do filho de Martin, Leopold, e dotou Martin com a Ordem de Leopold. Martin frequentemente recebia visitas matinais de outro Saxe-Coburg, o príncipe Albert, que o envolvia em brincadeiras com seu cavalo - Martin parado na porta ainda em seu roupão - às sete horas da manhã. Martin foi um defensor do deísmo e da religião natural, da evolução (antes de Charles Darwin) e da racionalidade. Georges Cuvier tornou-se um admirador de Martin e cada vez mais gostava da companhia de cientistas, artistas e escritores - Charles Dickens, Michael Faraday e J. M. W. Turner entre eles.
Martin começou a experimentar a tecnologia mezzotint e, como resultado, foi contratado para produzir 24 gravuras para uma nova edição de Paradise Lost - talvez as ilustrações definitivas da obra-prima de Milton, cujas cópias agora custam centenas de libras. Politicamente, suas simpatias não são claras; alguns afirmam que ele era um radical, mas isso não é confirmado por fatos conhecidos, embora ele conhecesse William Godwin, o idoso revolucionário reformado, marido de Mary Wollstonecraft e pai de Mary Shelley; e John Hunt, cofundador do The Examiner.
Certa vez, os Martins tomaram sob sua proteção uma jovem chamada Jane Webb, que aos 20 anos produziu A múmia! uma visão socialmente otimista, mas satírica, de um mundo movido a vapor no século XXII. Outro amigo era Charles Wheatstone, professor de física no King's College, em Londres. Wheatstone fez experiências com a telegrafia e inventou o estereoscópio; Martin ficou fascinado com suas tentativas de medir a velocidade da luz. Os relatos das festas noturnas de Martin revelam uma gama surpreendente de pensadores, excêntricos e motivadores sociais; uma testemunha foi um jovem John Tenniel - mais tarde ilustrador de Lewis Carroll - que foi fortemente influenciado por Martin e era um amigo íntimo de seus filhos. Em vários pontos os irmãos de Martin também estavam entre os convidados, suas excentricidades e conversas adicionando o sabor já exótico da comida.

## Pinturas
Sua primeira foto exibida, Sadak em busca das águas do esquecimento (agora no Museu de Arte de St. Louis), foi pendurada na ante-sala da Royal Academy em 1812 e vendida por cinquenta guinéus. A peça retrata uma cena do Tales of Two Genii" Ele foi seguido pela expulsão (1813), de Adam First Sight of Eve (1813), Clytie (1814), Joshua Commanding the Sun to Stand Still upon Gibeon (1816) e A Queda da Babilônia (1819). Em 1820, apareceu sua Festa de Belsazar, que gerou muitos comentários favoráveis e hostis, e recebeu um prêmio de £ 200 na Instituição britânica, onde o Josué já havia conquistado um prêmio de £ 100. Então veio A Destruição de Pompéia e Herculano (1822), A Criação (1824), a Véspera do Dilúvio (1840) e uma série de outros assuntos bíblicos e imaginativos. Algumas pessoas acham que The Plains of Heaven reflete suas memórias do Allendale de sua juventude.

As grandes pinturas de Martin estavam intimamente ligadas a dioramas ou panoramas contemporâneos, entretenimentos populares nos quais grandes panos pintados eram exibidos e animados pelo uso habilidoso de luz artificial. Martin tem sido frequentemente considerado um precursor do cinema épico, e não há dúvida de que o diretor pioneiro D.W. Griffith estava ciente de seu trabalho". Uma versão de 190 m2 do banquete de Belsazar foi montado em uma instalação chamada British Diorama em 1833. Outro diorama do mesmo quadro foi encenado na cidade de Nova York em 1835. Esses dioramas foram um tremendo sucesso com seu público, mas feriram a reputação de Martin no mundo da arte séria. A pintura The Destruction of Sodom and Gomorrah, 1852 está atualmente na Laing Art Gallery em Newcastle upon Tyne.

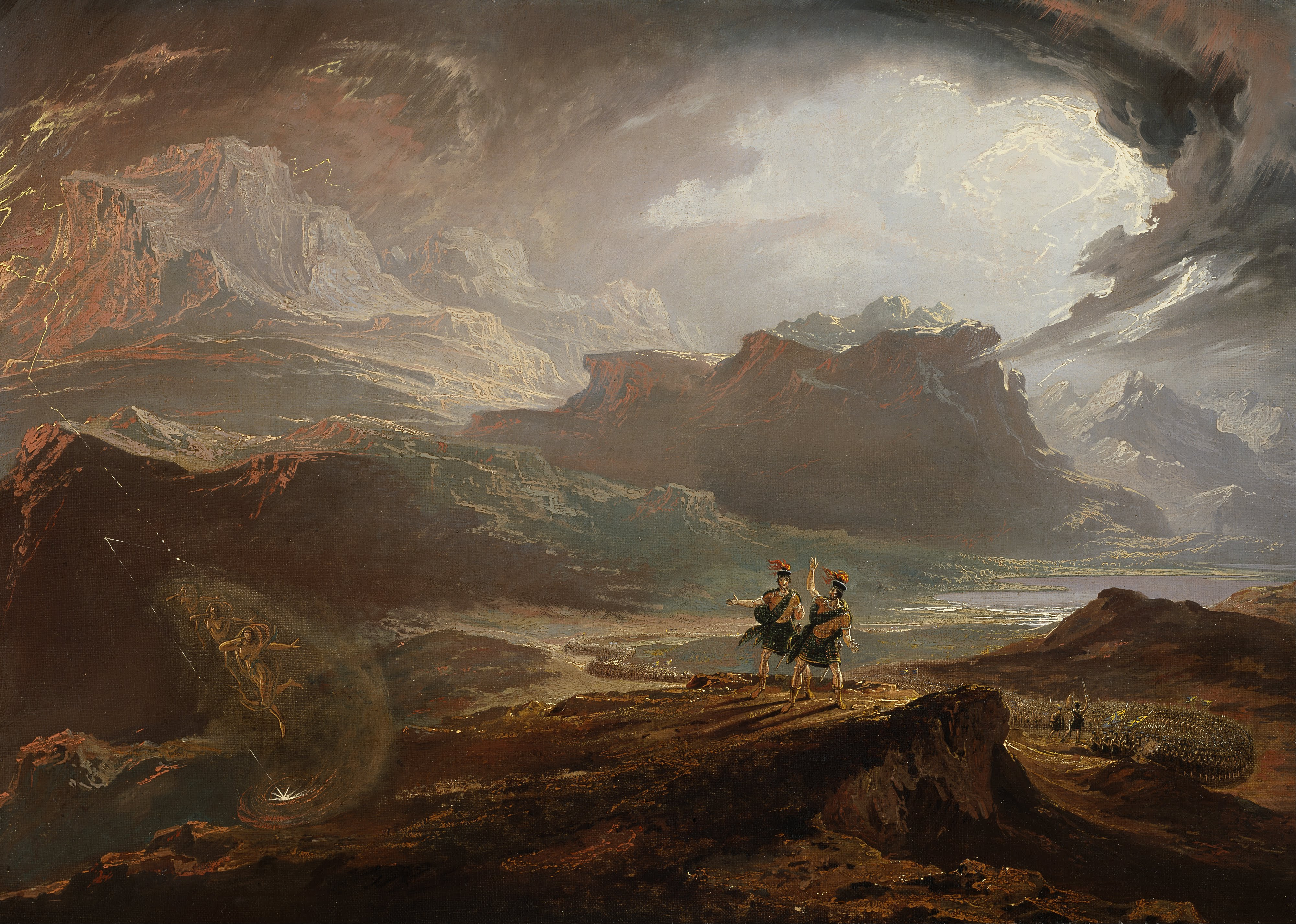
Macbeth (1820) óleo sobre tela, 86 x 65,1 cm., Galeria Nacional Escocesa, Edimburgo
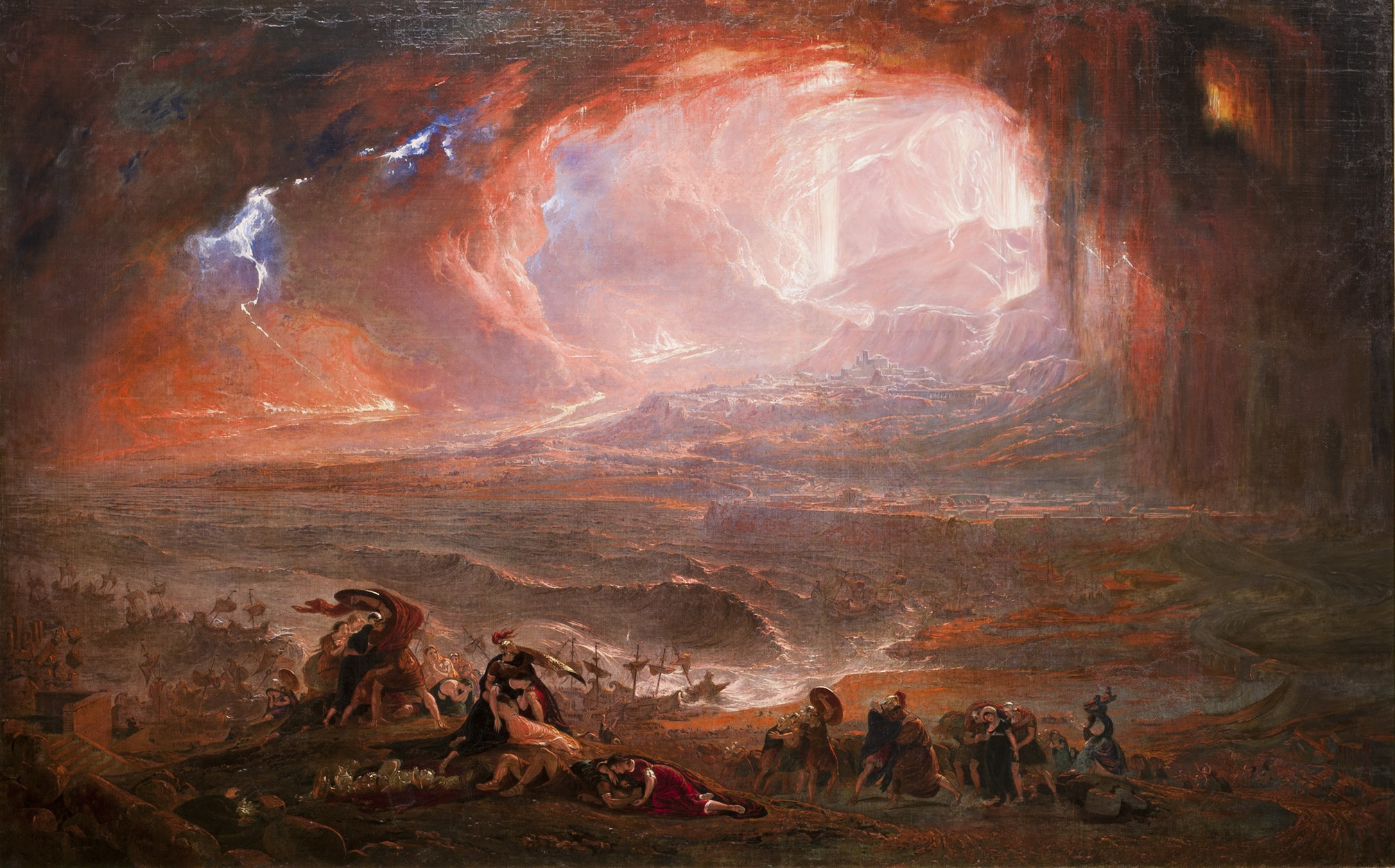
The Destruction of Pompei and Herculaneum (c. 1821) óleo sobre tela, 161,6 x 253 cm., Tate Britain, Londres
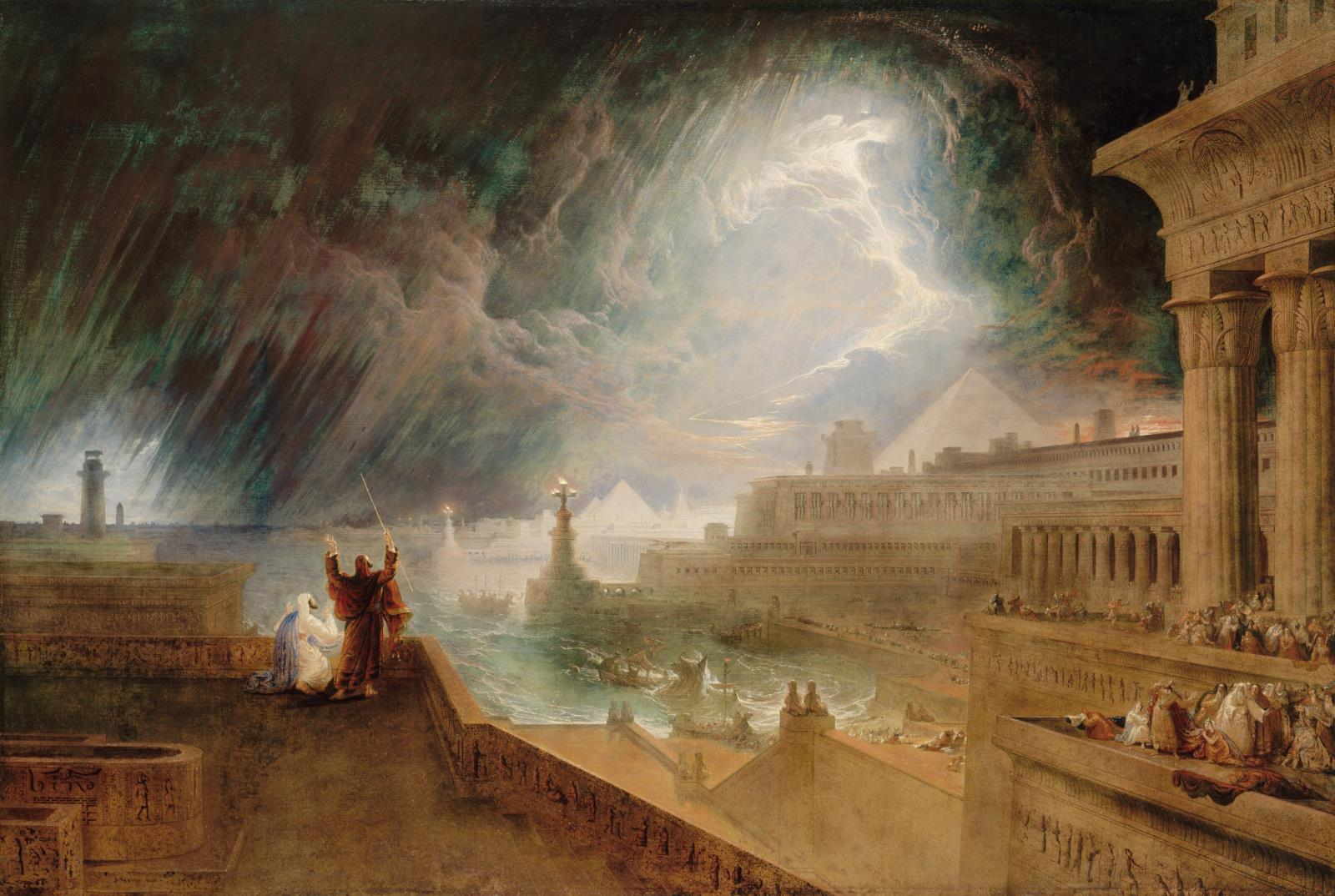
Sétima Praga do Egito (1823) óleo sobre tela, 144,1 x 214 cm., Museu de Belas Artes, Boston
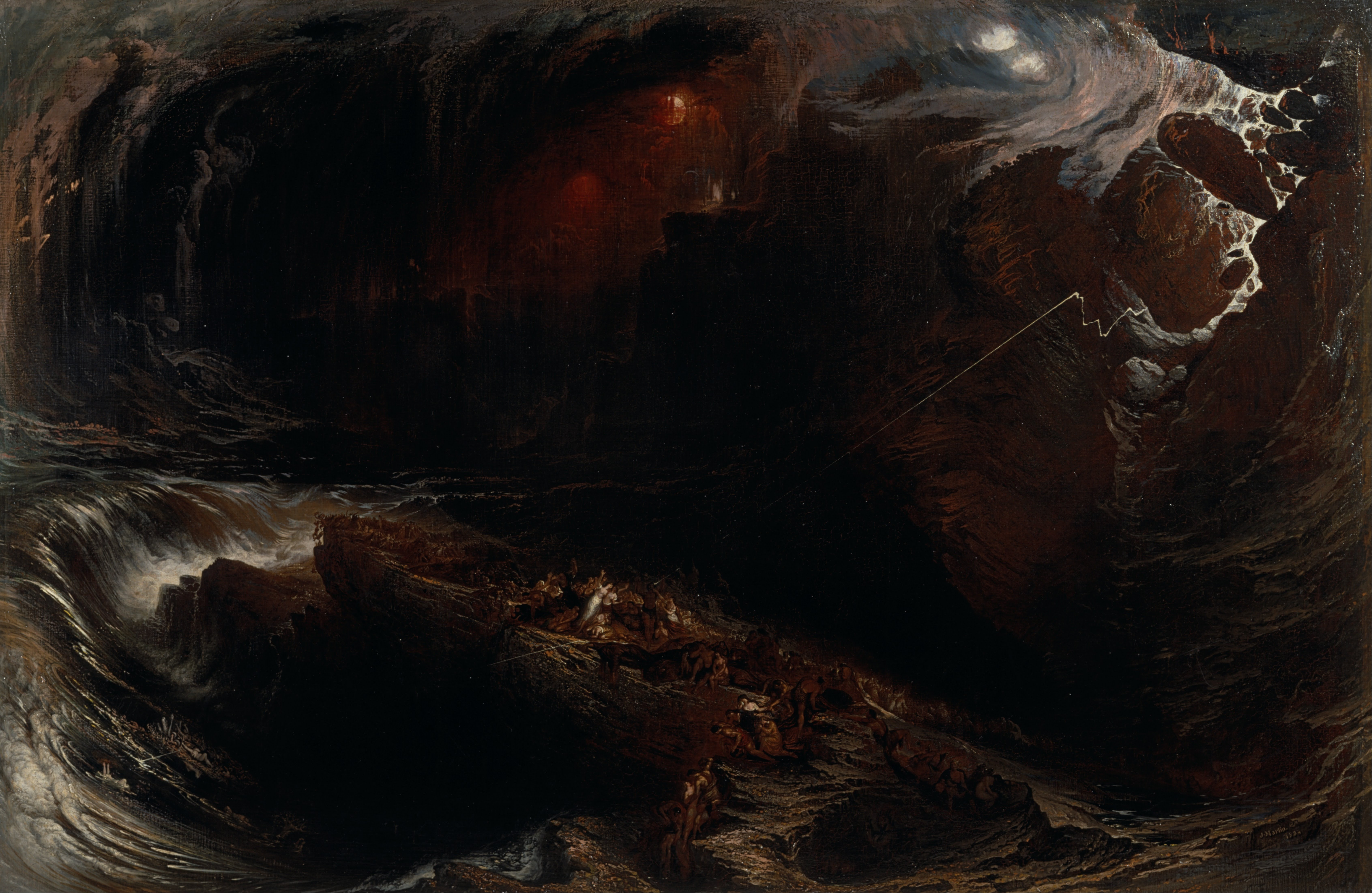
O Dilúvio (1834), óleo sobre tela, 168,3 x 258,4 cm, Centro de Arte Britânica de Yale, New Haven, Connecticut
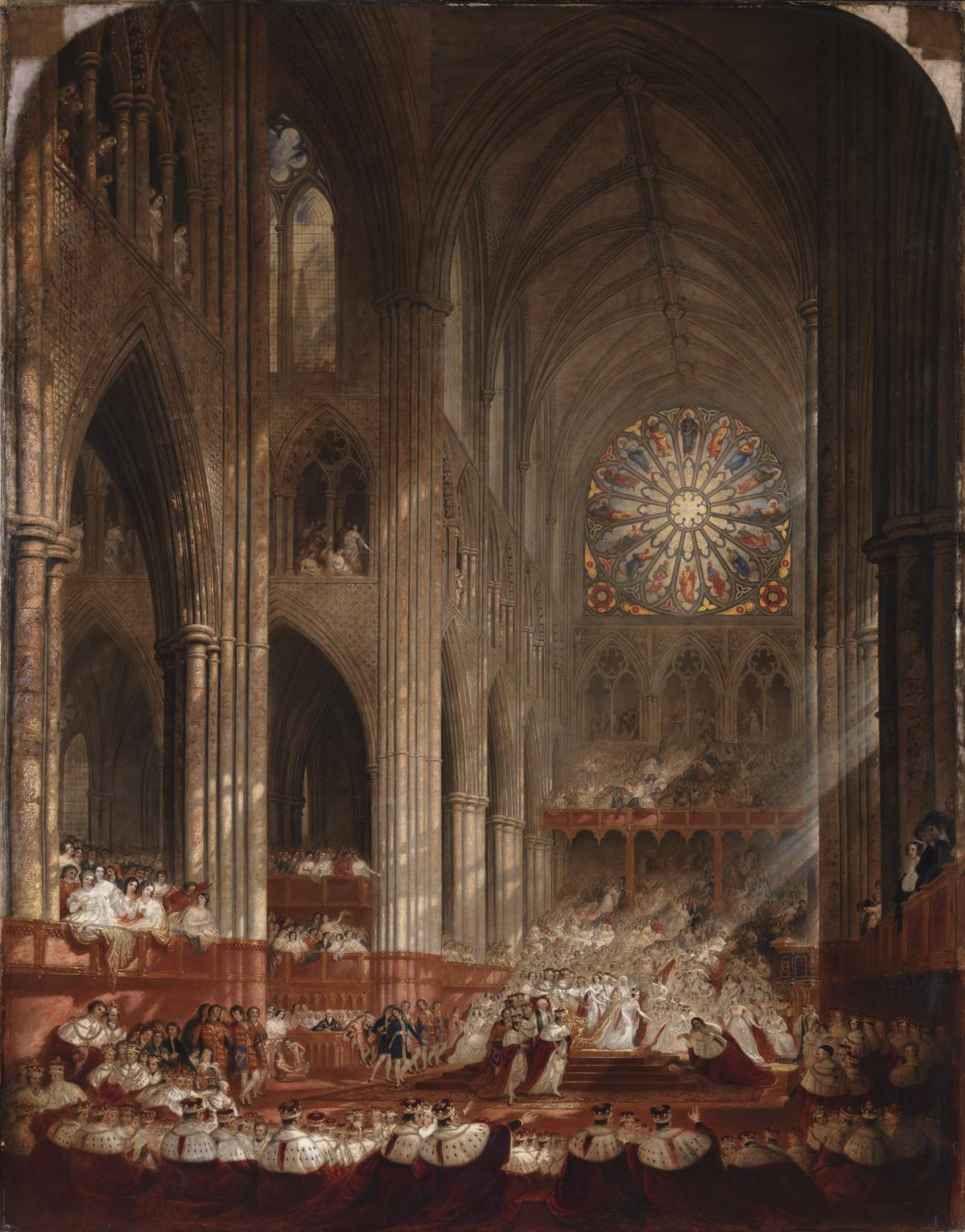
A Coroação da Rainha Vitória (1839) óleo sobre tela, 238,1 x 185,4 cm., Tate Britain, Londres
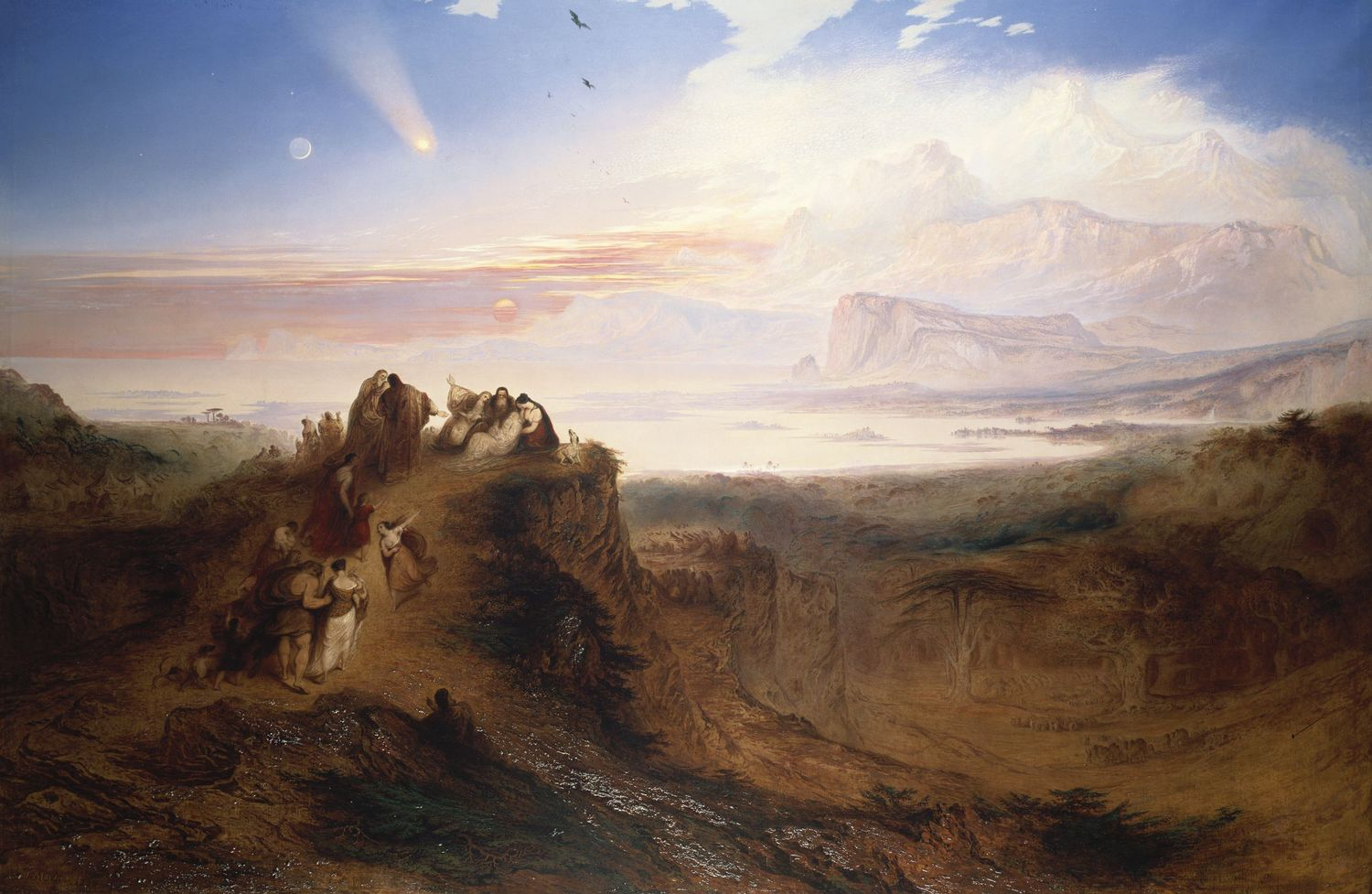
A Véspera do Dilúvio (1840) óleo sobre tela, 143 x 218 cm., Castelo de Windsor, Londres
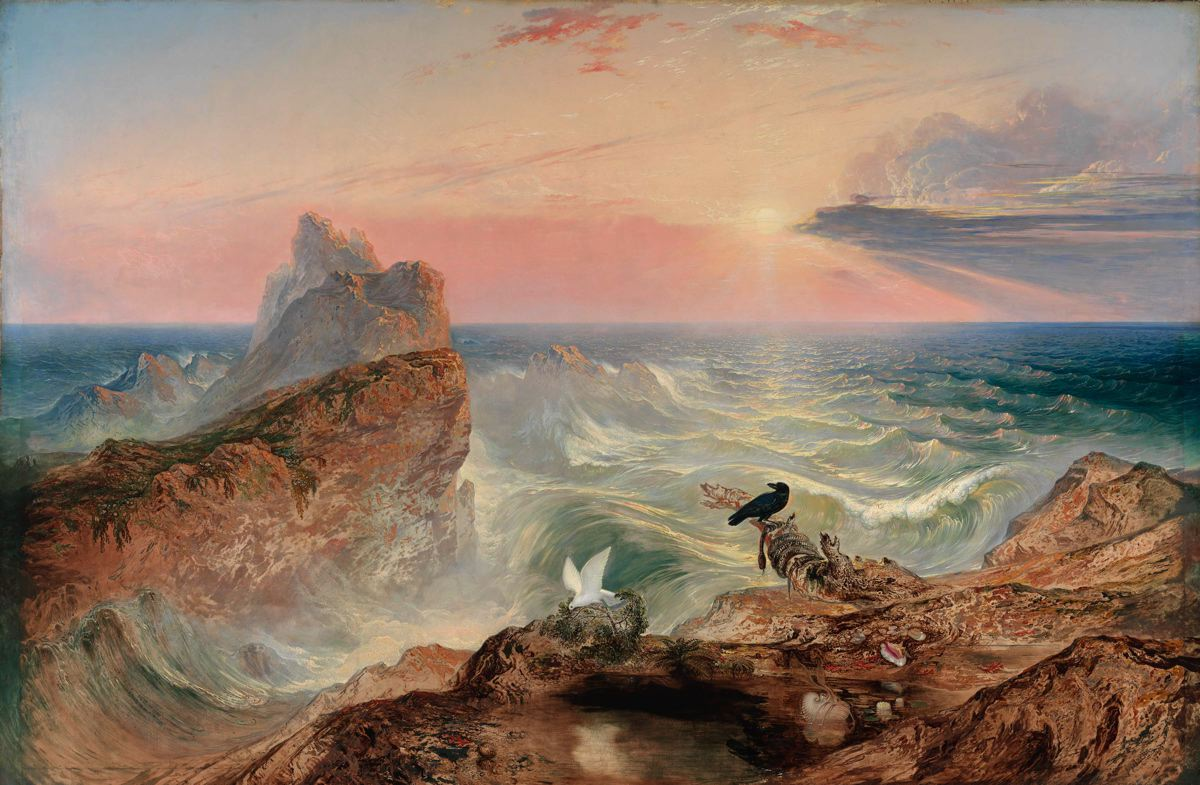
The Assuaging of the Waters (1840) óleo sobre tela, 143,5 x 219,1 cm., Palácio da Legião de Honra da Califórnia, São Francisco
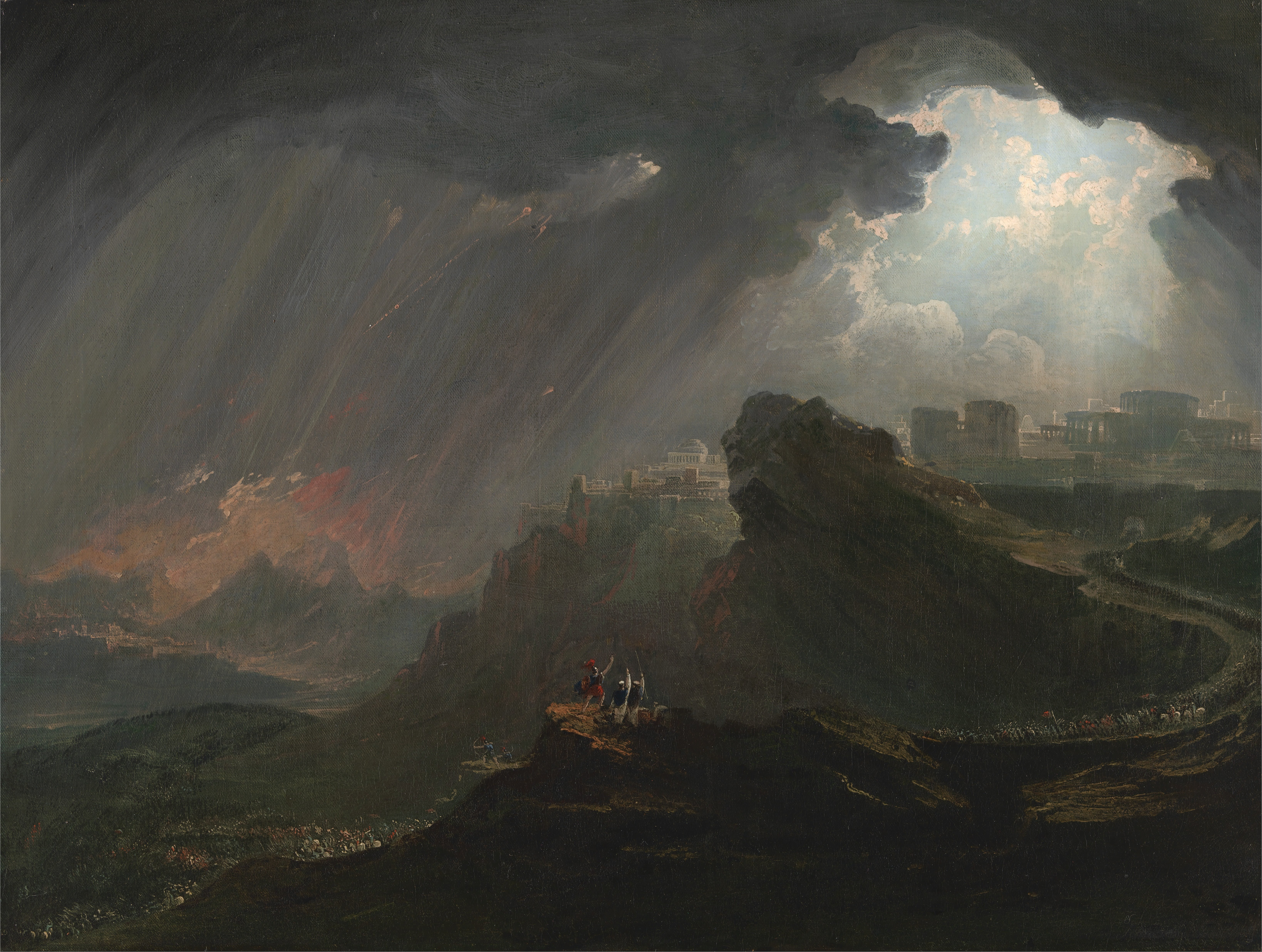
Joshua Commanding the Sun to Stand Still (c. 1840) óleo sobre tela, 47,9 x 108,3 cm., Yale Center for British Art, New Haven, Connecticut
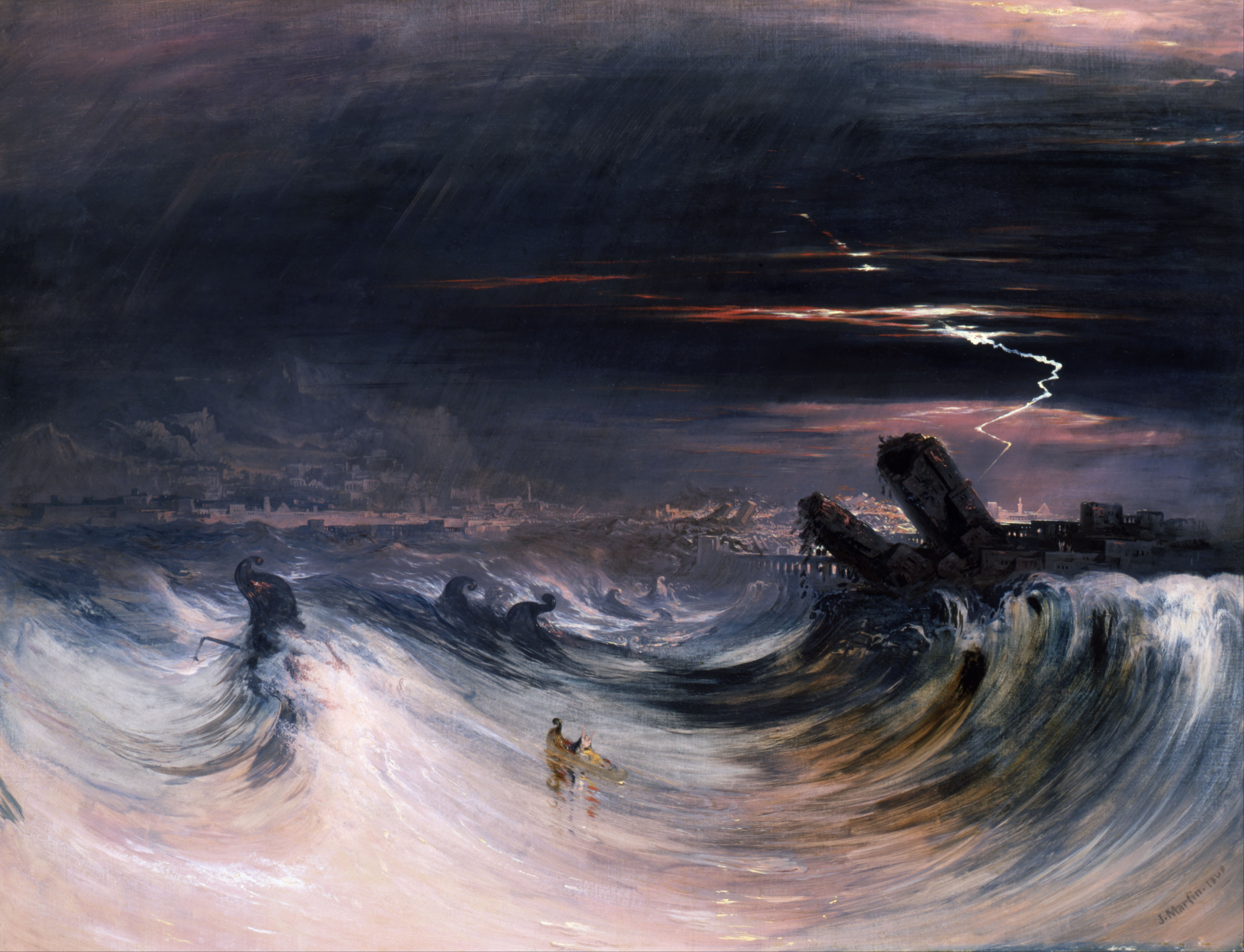
Destruction of Tyre (1840) óleo sobre tela, 83,8 x 109,5 cm., Museu de Arte de Toledo, Ohio
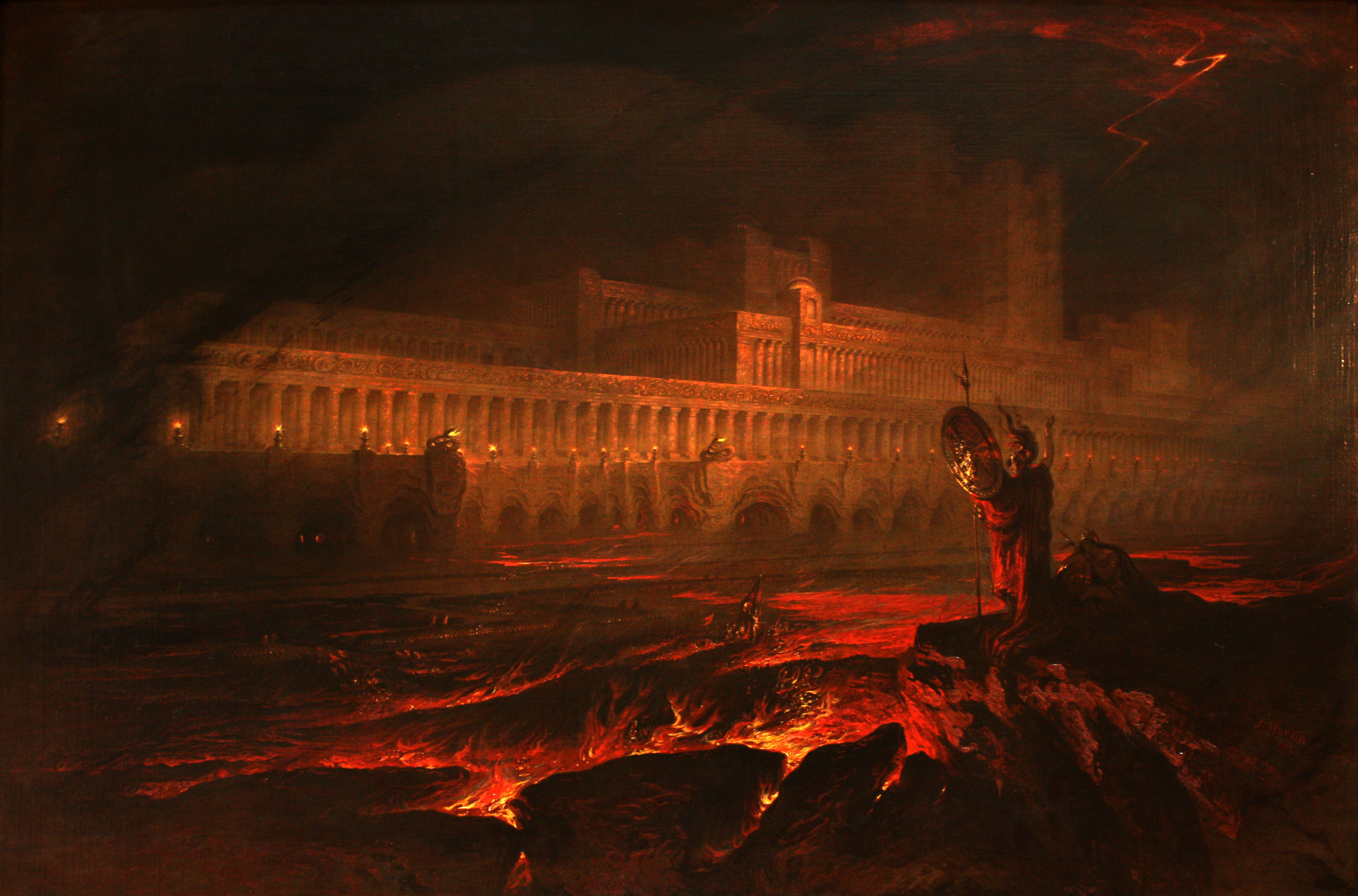
Pandemônio (1841), óleo sobre tela, 123 x 185 cm, Museu do Louvre, Paris

## Gravações
Além de pintor, John Martin era gravador de mezzotint. Por períodos significativos de sua vida, ele ganhou mais com suas gravuras do que com suas pinturas. Em 1823, Martin foi contratado por Samuel Prowett para ilustrar O Paraíso Perdido de John Milton, pelo qual ele recebeu 2 000 guinéus. Antes que as primeiras 24 gravações fossem concluídas, ele recebeu mais 1 500 guinéus por um segundo conjunto de 24 gravações em placas menores. Algumas das impressões mais notáveis incluem Pandæmonium e Satan Presiding at the Infernal Council, notável pelo elemento de ficção científica visível na arquitetura retratada, e indiscutivelmente sua composição mais dramática Bridge over Chaos. Prowett emitiu 4 edições separadas das gravuras em parcelas mensais, a primeira aparecendo em 20 de março de 1825 e a última em 1827. Mais tarde, inspirado pela aventura de Prowett, entre 1831 e 1835 Martin publicou suas próprias ilustrações para acompanhar o Antigo Testamento, mas o projeto foi um dreno sério de seus recursos e não muito lucrativo. Ele vendeu seu estoque restante para Charles Tilt, que os republicou em um álbum de fólio em 1838 e em um formato menor em 1839.

### Gravações e mezzotints

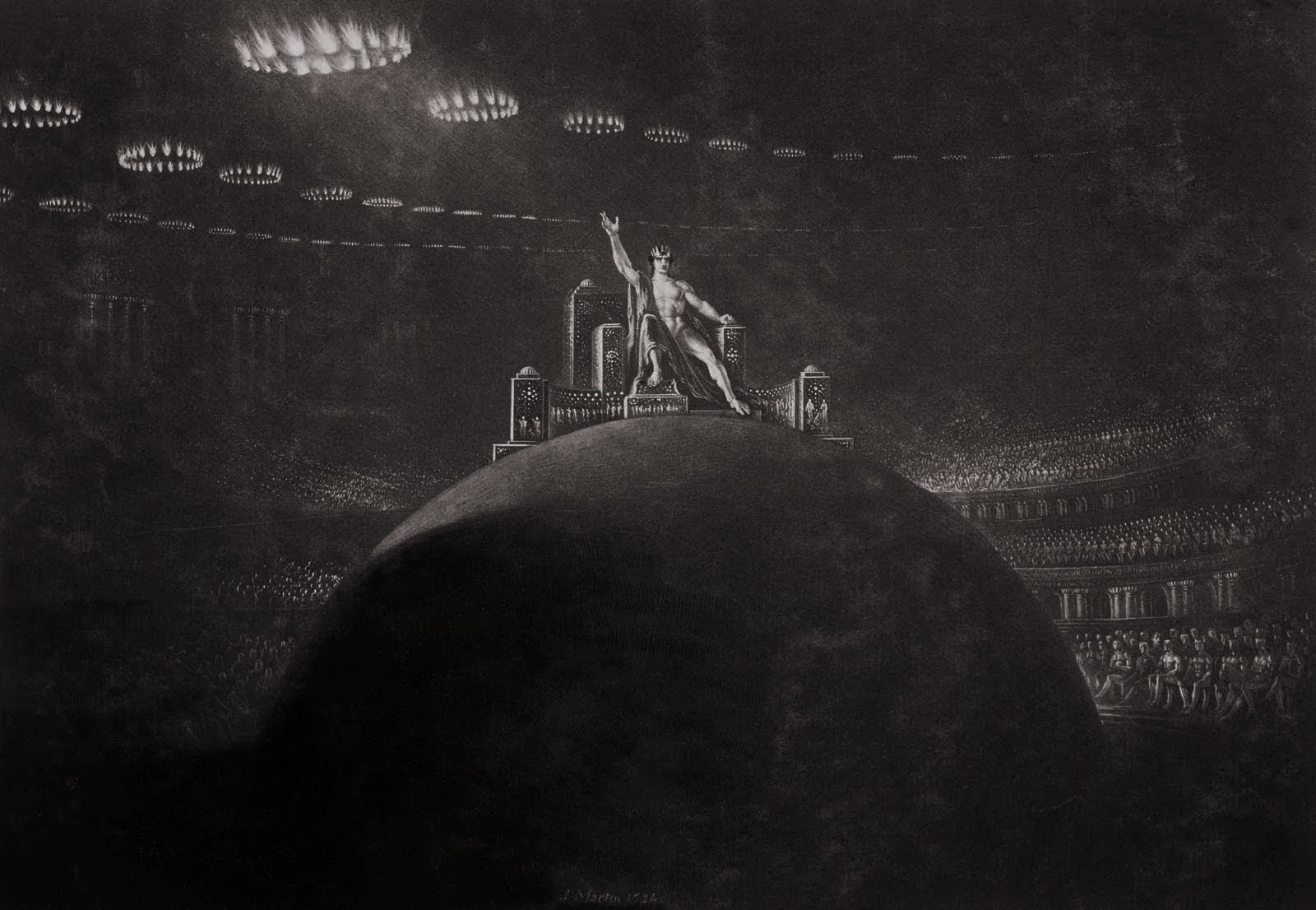
Satanás presidindo o Conselho Infernal (1824) mezzotint e gravura, tamanho desconhecido, Victoria and Albert Museum, Londres
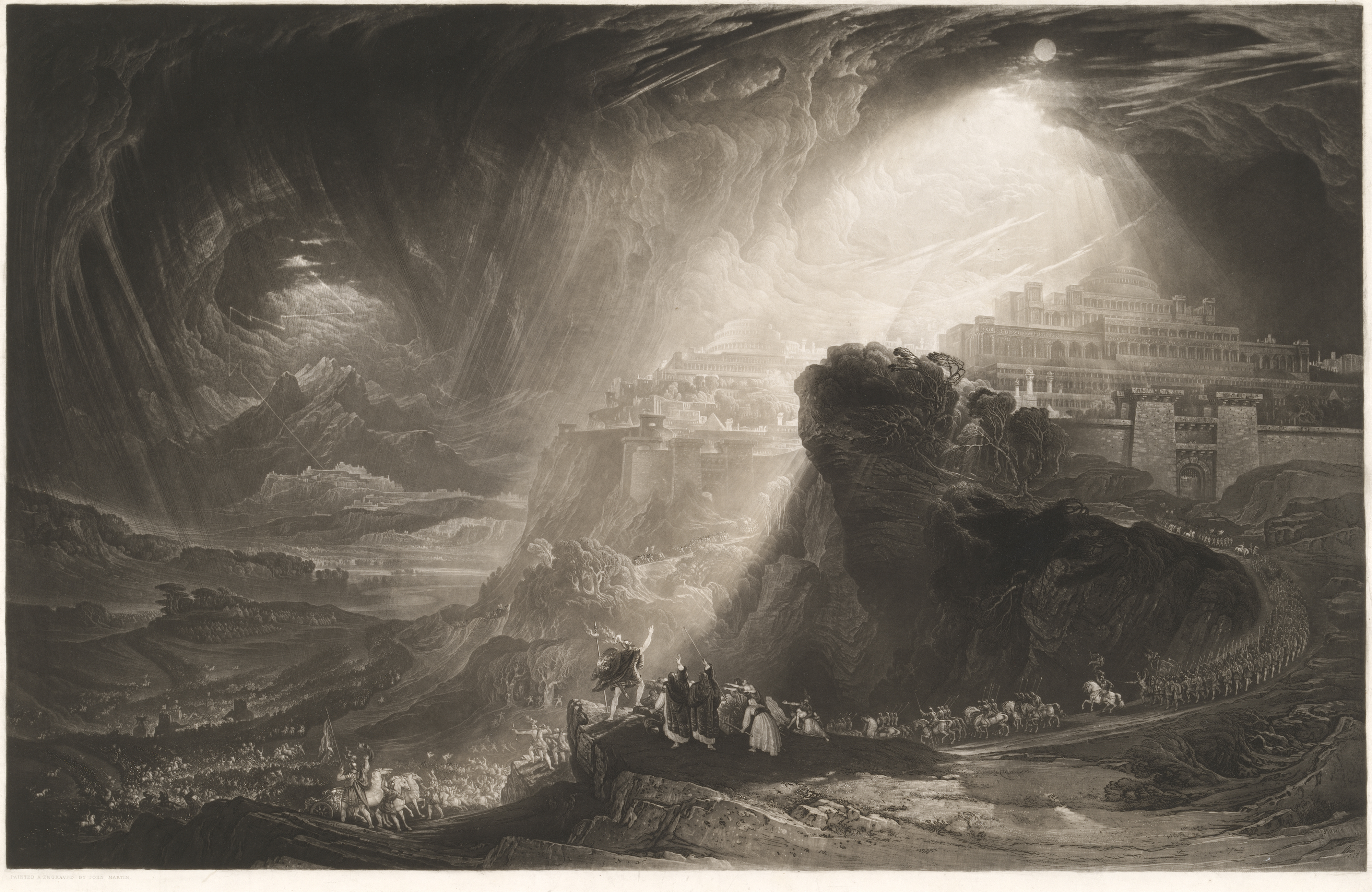
Joshua Commanding the Sun to Stand Still (1827) mezzotint e gravura, placa: 57,1 x 77,8 cm (22 1/2 x 30 5/8 pol.), Galeria Nacional de Arte, Washington D.C.
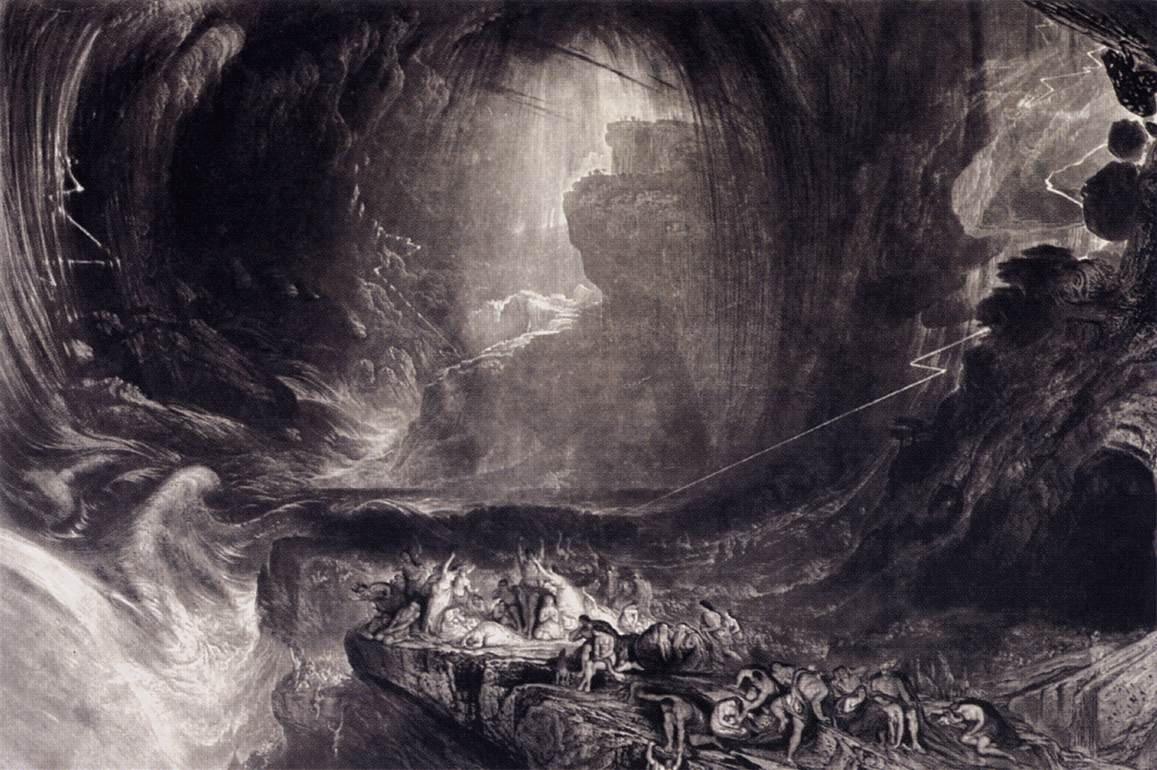
A noite do dilúvio (1828) mezzotint e gravura, 597 x 817 mm, Victoria and Albert Museum, Londres
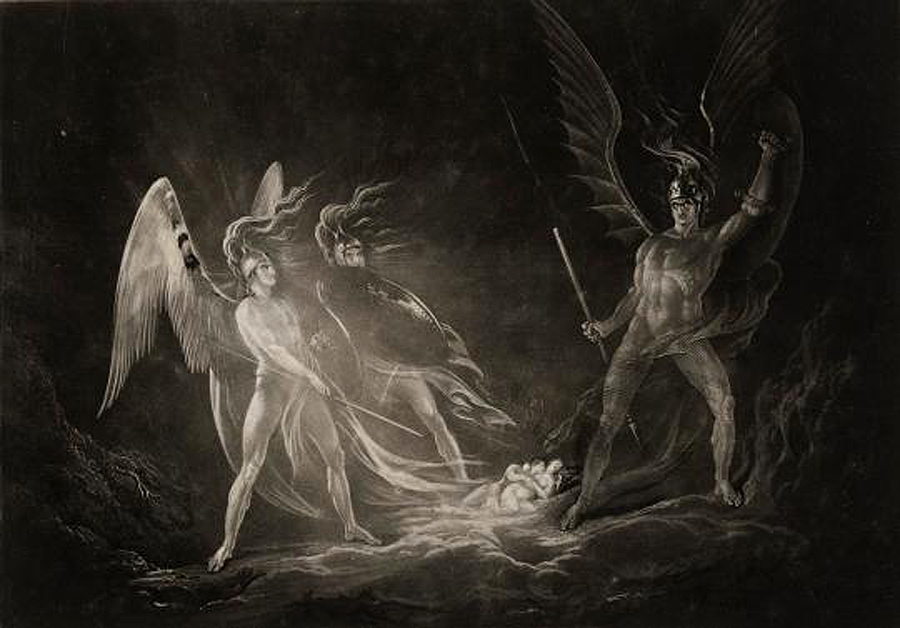
Sonho de Eva, Satanás Despertado, do Paraíso Perdido (1824-1827) mezzotint, placa 14 × 20,2 cm., Museu de Belas Artes, Houston
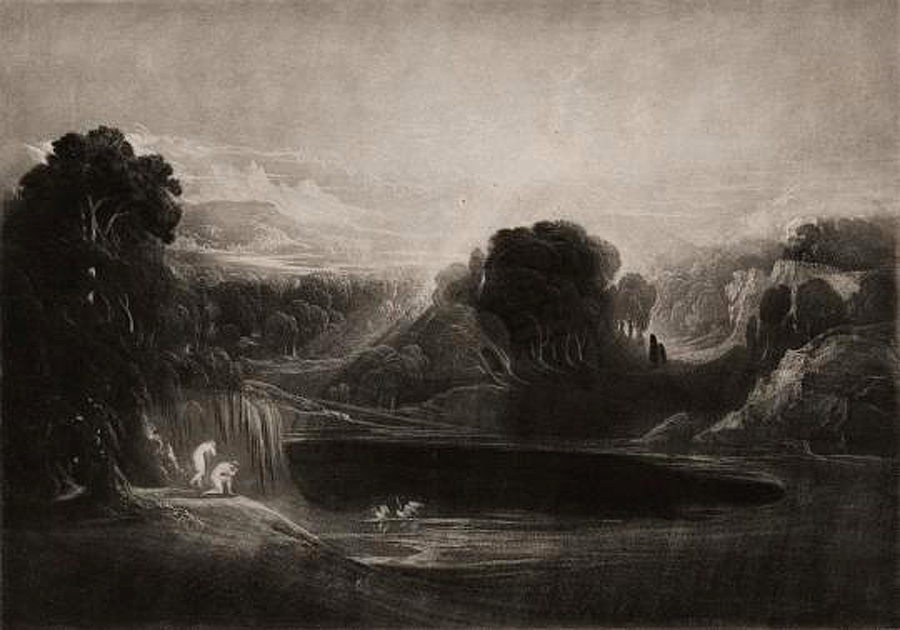
Paradise, Adam and Eve, the Morning Hymn, do Paraíso Perdido (1824-1827) mezzotint, placa 14,3 × 20,5 cm., Museum of Fine Arts, Houston
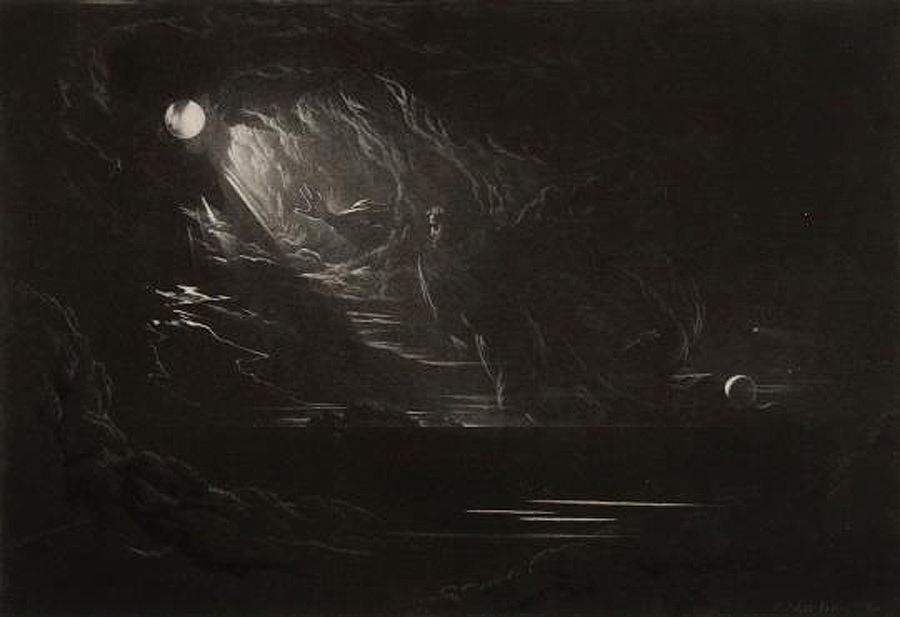
The Creation of Light, do Paraíso Perdido (1824-1827) mezzotint, plate, 13,3 × 19,7 cm., Museum of Fine Arts, Houston
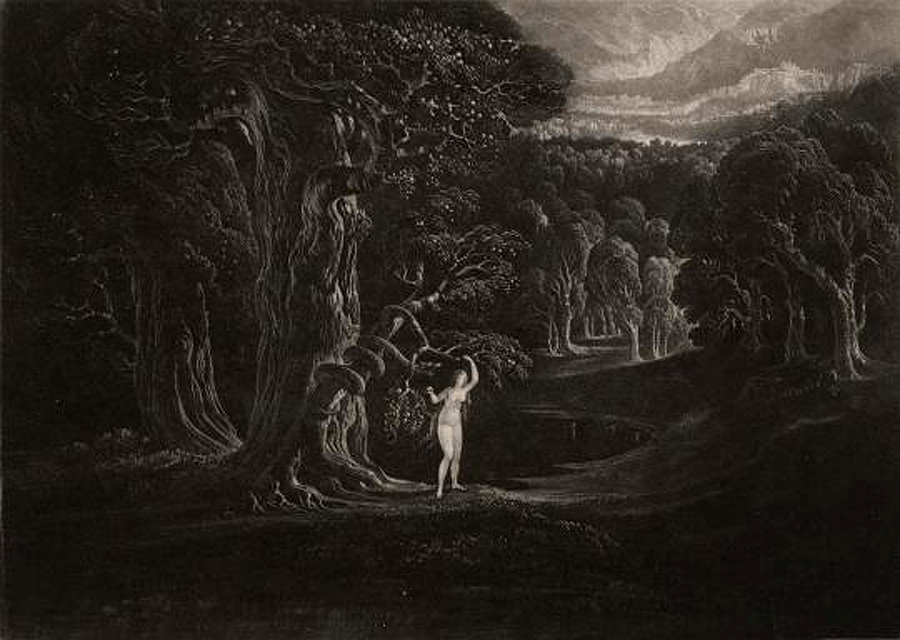
Satan Tentando Eva, do Paraíso Perdido (1824-1827) mezzotint, placa 14,3 × 20 cm., Museu de Belas Artes, Houston
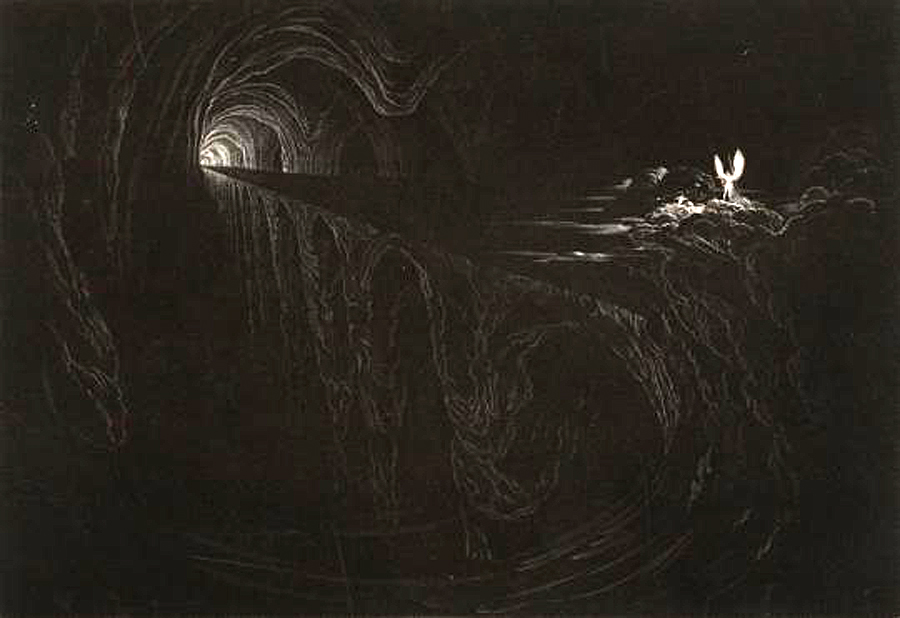
Bridge of Chaos, do Paraíso Perdido (1824-1827) mezzotint, placa 14,3 × 21 cm., Museum of Fine Arts, Houston

### Trabalhos em papel

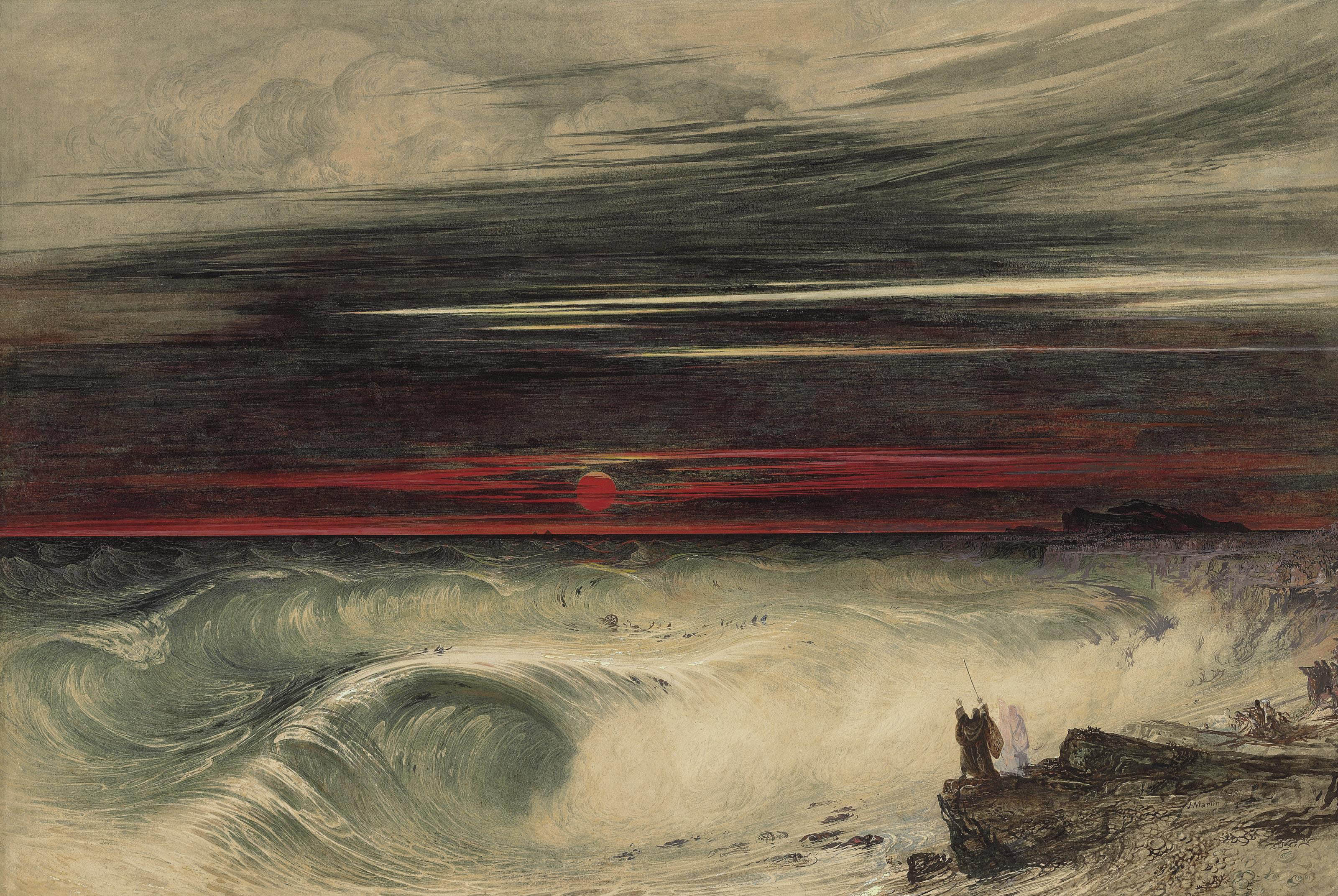
The Destruction of Pharaoh's Host (1836), lápis, aquarela com goma arábica, 58,4 x 85,7 cm., Museu J. Paul Getty, Los Angeles
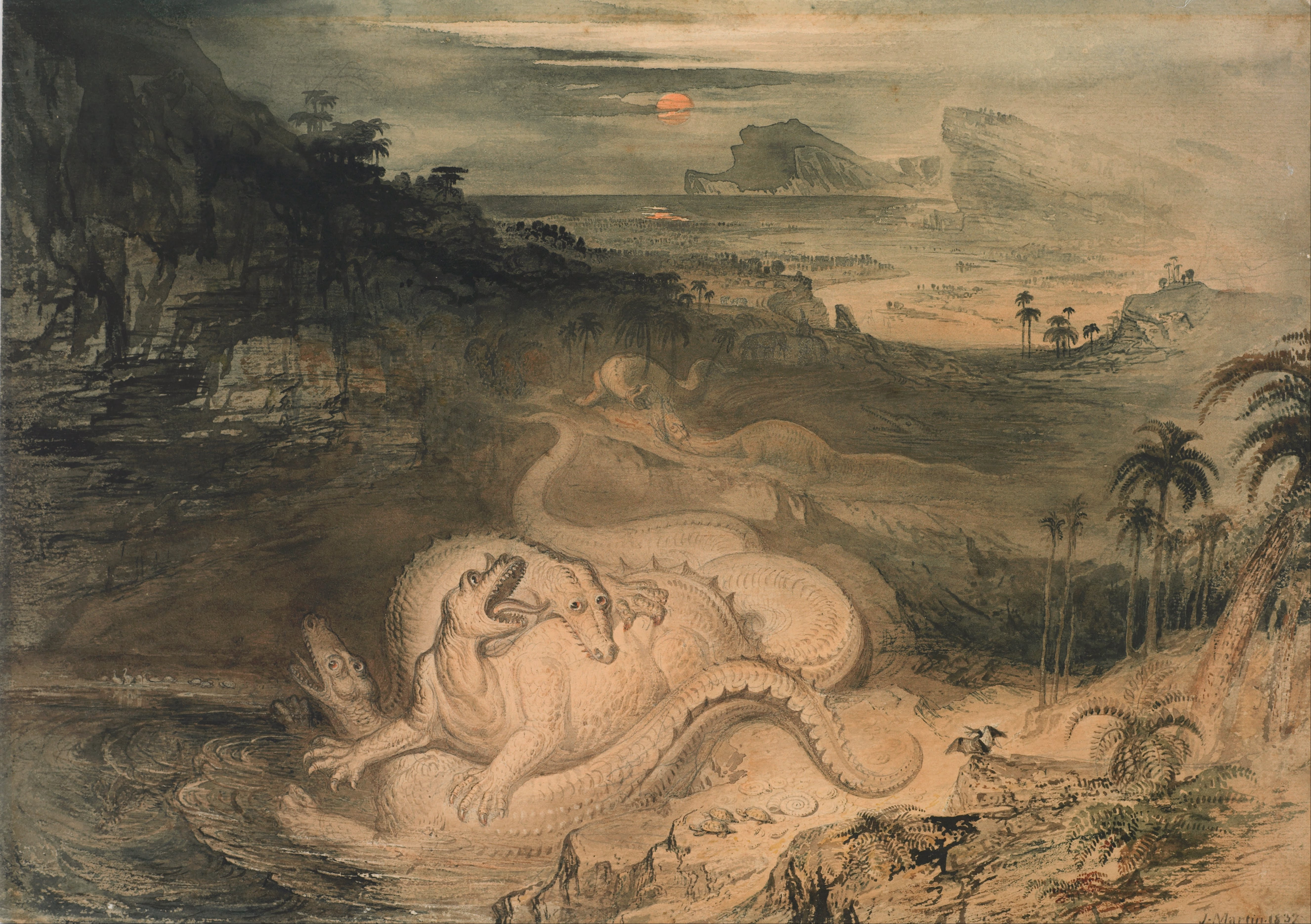
O País do Iguanodon (1837) aquarela sobre papel, 30,2 x 42,4 cm., Museu da Nova Zelândia Te Papa Tongarewa, Wellington
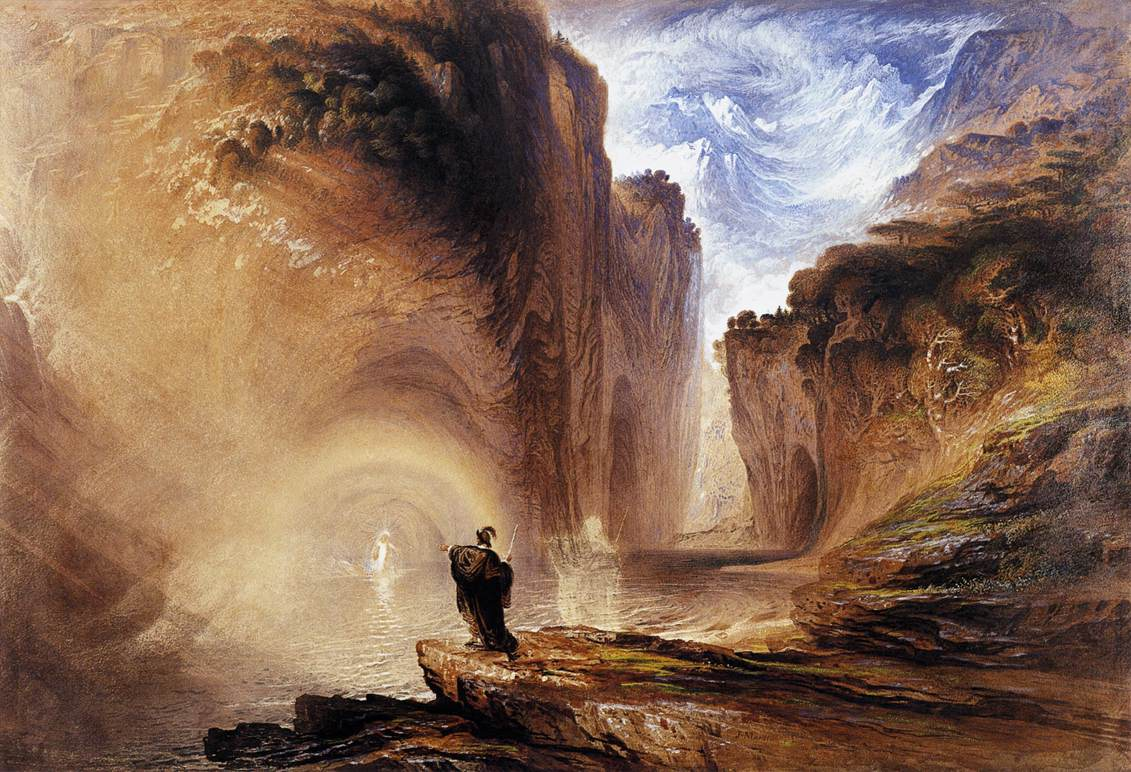
Manfred and the Alpine Witch (1837) aquarela, 38,8 x 55,8 cm., Whitworth Art Gallery, Manchester
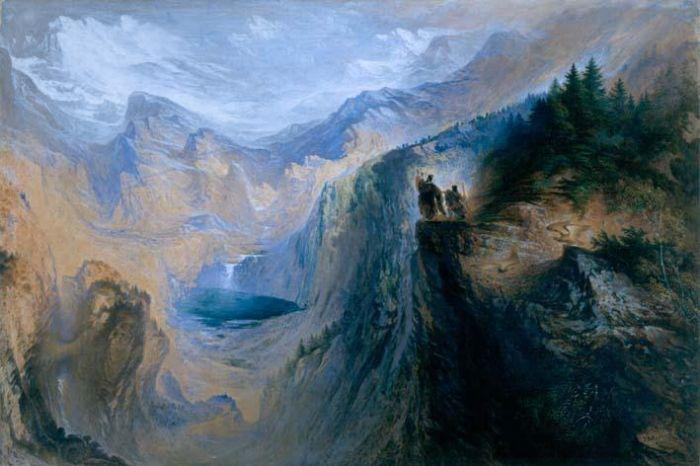
Manfred On The Jungfrau, inspirado na aquarela de Byron's Manfred (1837), guache e goma arábica, dimensões desconhecidas, Birmingham Museums Trust, Birmingham

## Vida posterior
Seu perfil foi levantado ainda mais em fevereiro de 1829, quando seu irmão mais velho, o não-conformista Jonathan Martin, deliberadamente ateou fogo na Catedral de York. O incêndio causou muitos danos e a cena foi comparada por um espectador ao trabalho de Martin, alheio ao fato de que tinha mais a ver com ele do que inicialmente parecia. A defesa de Jonathan Martin em seu julgamento foi paga com o dinheiro de John Martin. Jonathan Martin, conhecido como "Mad Martin", foi finalmente considerado culpado, mas foi poupado do laço do carrasco por motivo de insanidade.
Martin de cerca de 1827 a 1828 afastou-se da pintura e envolveu-se com muitos planos e invenções. Ele desenvolveu um fascínio por resolver os problemas de água e esgoto de Londres, envolvendo a criação do aterro do Tâmisa, contendo um sistema de drenagem central. Seus planos eram visionários e formaram a base para os projetos de engenheiros posteriores. Seus planos de 1834 para o sistema de esgoto de Londres anteciparam em cerca de 25 anos as propostas de 1859 de Joseph Bazalgette para criar esgotos interceptores completos com calçadas ao longo de ambas as margens do rio Tâmisa. Ele também fez planos para esquemas ferroviários, incluindo linhas em ambas as margens do Tamisa. Os planos, junto com as idéias para "madeira laminada", faróis e ilhas de drenagem, todos sobreviveram.
A dívida e as pressões familiares, incluindo o suicídio de seu sobrinho (o filho de Jonathan, Richard), trouxeram depressão que atingiu o seu pior em 1838.
A partir de 1839, a fortuna de Martin se recuperou e ele exibiu muitas obras durante a década de 1840. Durante os últimos quatro anos de sua vida, Martin se envolveu em uma trilogia de grandes pinturas de temas bíblicos: O Juízo Final, O Grande Dia de Sua Ira e As Planícies do Céu, das quais duas foram legadas à Tate Britain em 1974, a outro tendo sido adquirido para a Tate alguns anos antes. Eles foram concluídos em 1853, pouco antes do derrame que paralisou seu lado direito. Ele nunca se recuperou e morreu em 17 de fevereiro de 1854, na Ilha de Man. Ele está enterrado no cemitério Kirk Braddan. Grandes exposições de suas obras ainda estão montadas.